# Monika Maria Nowak

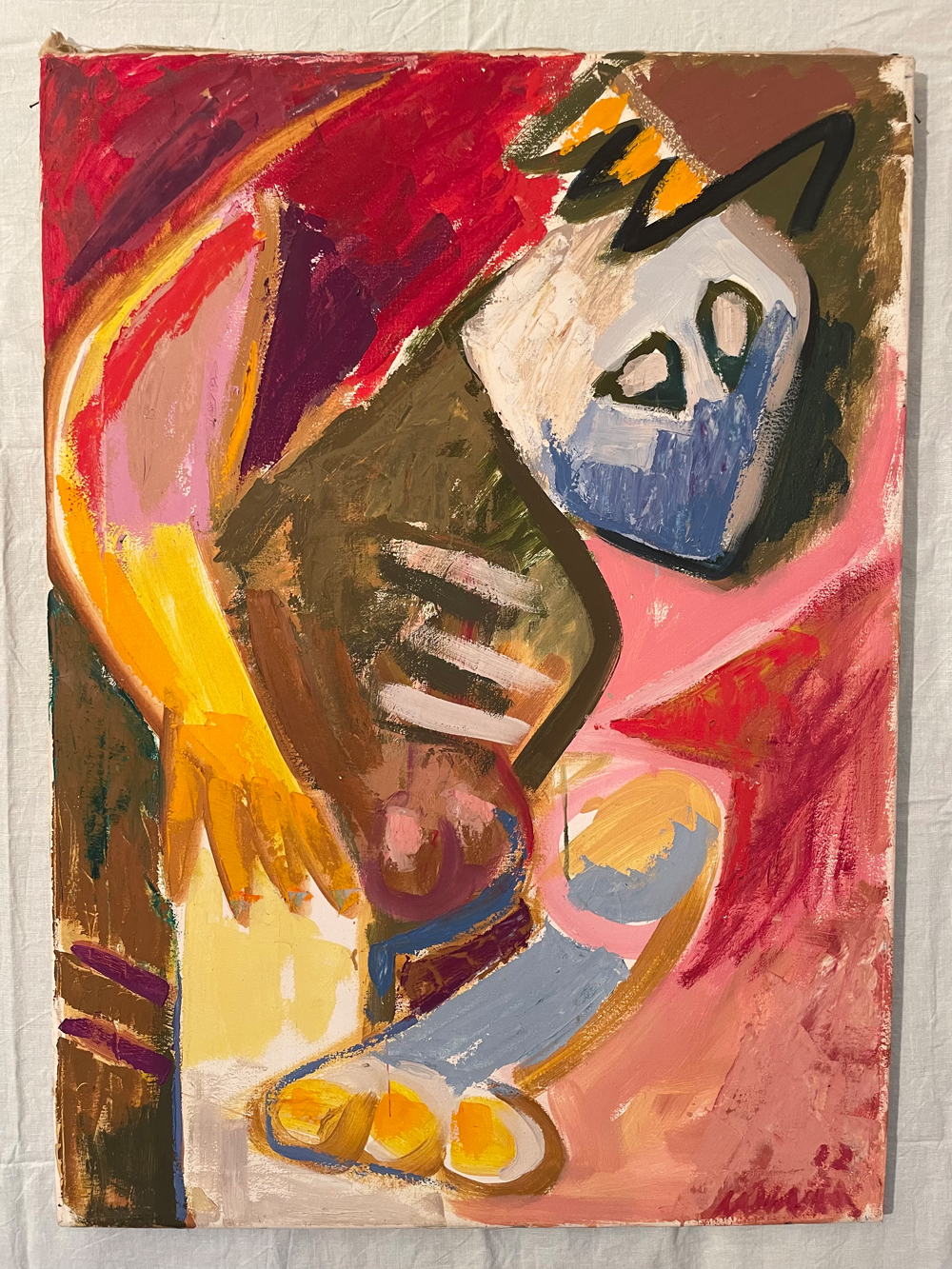
Monika Maria Nowak, Kämpfer, 1982, Öl/Lw., 92 × 65 cm, im Besitz der Künstlerin

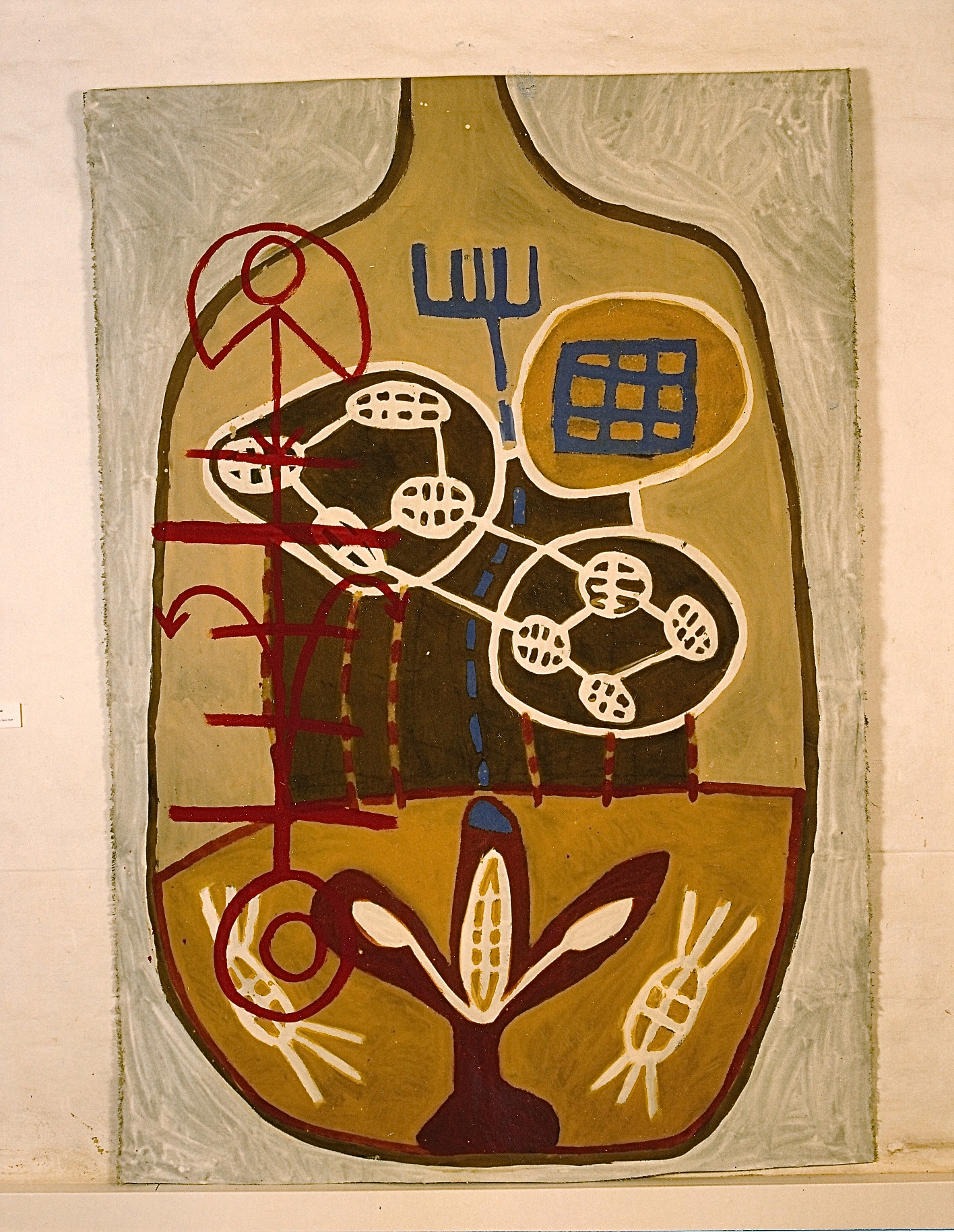
Monika Maria Nowak, SEELENREISE, 1996, 159 × 234 cm, Asche, Russ, Kalk, Sand, Pigment auf Leinen, Brandenburgisches Landesmuseum Frankfurt/Oder

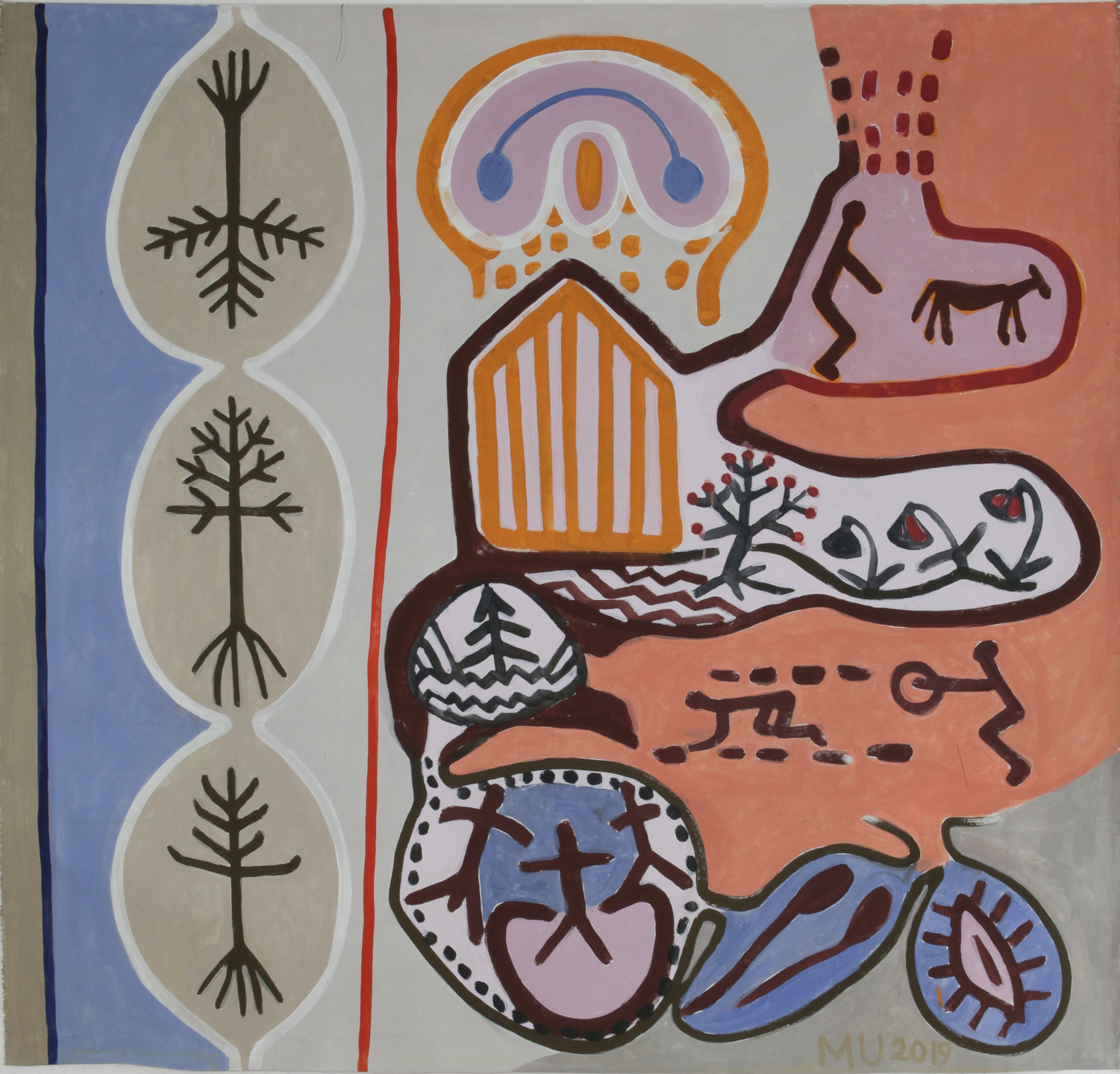
Monika Maria Nowak, Schamanenreise II, 2019, 154 × 159 cm, Acryl/LW, Privatbesitz

Monika Maria Nowak (* 11. Mai 1949 in Bautzen) ist eine bildende Künstlerin mit den Schwerpunkten Malerei, Druckgrafik, Objektkunst und Zeichnung.

## Leben
Aufgewachsen in den politisch entgegengesetzten Systemen DDR und BRD absolvierte die Künstlerin zwei Lehren und an der Abendschule Bautzen das Abitur. Es folgte ein Studium der Werbeökonomie Industrie/Aussenhandel in Berlin-Schöneweide. 1972–75 studierte sie Malerei und Grafik im Abendstudium an der Hochschule für bildende Künste in Dresden bei Ursula Rzodeczko und Bruno Konrad. 1974 brachte sie ihren Sohn zur Welt.
Von 1973 bis 1988 unterhielt sie eine Künstlergemeinschaft mit Rolf Lattner und Werner Karsch. Es kam zu ersten Ausstellungen, Kunstverkäufen und Studienreisen nach Krakau, wo eine Künstlerfreundschaft mit Janosz Stern entstand. Die Gruppe befasste sich mit der Idee der Sozialen Kunst in Abgrenzung zur staatlichen DDR-Kunst, die sie u. a. in Ausstellungen, Lesungen und Konzerten in der Dresdner Versöhnungskirche realisierte. In diesem Kontext entstand das großformatige Wandgemälde im Mädchenheim Berthelsdorf/Herrnhut nach dem Entwurf von Monika Maria Nowak. Aufgrund ihres freikünstlerischen Schaffens verweigerte ihr der Verband Bildender Künstler der DDR in Frankfurt/Oder die Mitgliedschaft. Das bedeutete Berufsverbot bis 1989 und Registrierung durch die Stasi. Monika Maria Nowak arbeitete u. a. als Leiterin von Kunstkursen für Laien in Bad Saarow und Fürstenwalde, als Mitarbeiterin auf dem Künstlerhof Lietzen von Erika Stürmer-Alex sowie in der Restaurierung im Herrenhaus Lietzen Nord. Trotz der Reglementierungen verfolgte sie ihren künstlerischen Ansatz konsequent weiter und entwickelte ihr Werk über drei exponierte Phasen:
In den Dresdner Jahren 1975–1980 gelangte sie von ihrem sozialen Ansatz zu einem geistig-verinnerlichten, der sich dann auch in ausdrucksstarken abstrahierten Raumstrukturen mit Figuren von expressiver Farbigkeit äußerte.
In den Jahren in Brandenburg und im Oderbruch 1980–2000 befasste sich die Künstlerin mittels Selbsterfahrung mit Archetypen, aus denen sie ornamentale Kompositionen mit Symbolen und Zeichen entwickelte. Sie nutzte Naturmaterialien und definierte dieses Konzept als „Weiblich gegründete Bildende Kunst“, die aus einem entsprechenden leiblich-emotionalen Prozess hervorgeht. In ersten Ausstellungen in der Region Oderbruch und 1988 bei EIGEN+ART in Leipzig konnte sie ihre so aufgefassten Werke zeigen. In der Westpresse wurde sie mit Beuys genannt: "Bestimmt vom ungebändigten Neo-Expressionismus der ´Jungen Wilden´ oder im Banne von Beuys – noch unbekannte Künstler der DDR präsentieren sich jenseits des staatlichen Ausstellungsbetriebs: Arbeiten von Monika Maria Nowak".
Die Wiedervereinigung eröffnete der Künstlerin den Zugang zur Öffentlichkeit: Sie erhielt Stipendien, hat bis heute zahlreiche Einzel- und Gruppenausstellungen und ist mit Kunstvereinen und Museen vernetzt. Seit 2000 in Berlin ansässig vertieft sie ihr Gestaltungssystem mittels HELFER Bildern, KRAFTBILDER und KRAFTZEICHEN. Neben Zeichnungen, Grafiken und Gemälden schafft sie nach eigenen Worten „benutzbare Kunstwerke bzw. HELFER“ als Auftragsarbeiten für Privatsammlungen und Unternehmen und im Rahmen von Systemaufstellungen. Monika Maria Nowak ist seit 2001 Begine.

## Gruppenausstellungen (Auswahl)
- 1991: Archaisches Raunen, Museum Junge Kunst Frankfurt (Oder)
- 1992: Zehn Künstler aus dem Oderbruch: Malerei, Graphik, Plastik und Objekte aus dem Umkreis der Partnerstadt Seelow, Städtische Galerie Peschken Haus, Moers
- 1993: Zwischen Expressivität und Sachlichkeit, 15 Künstlerinnen der neuen Bundesländer, Malerei, Plastik, Objekte, Installation, Zeichnung, Grafik, Museum Junge Kunst Frankfurt (Oder), Frauenmuseum Bonn
- 1993–1997: Steine, Köpfe, Helfer, Gemeinschaftsausstellungen mit Sylvia Hagen und Gabriele Koerbel im Kunstspeicher Friedersdorf, Schul- und Bethaus Werbig und in der Galerie Sophien Edition, Berlin
- 1995: Innen-Aussen. Perspektiven eines Landschaftsbildes. (Neue Konturen). Künstler aus dem Land Brandenburg, Brandenburgische Kunstsammlungen Cottbus, Museum für zeitgenössische Kunst
- 1995: Der österliche Festkreis. Ein Ausstellungs- und Veranstaltungsprojekt des Kuratoriums der Kulturstadt Meiningen, Schloss Elisabethenburg, Meiningen
- 1996: Contrapartida: 12 Künstler aus Brasilien, Brandenburg und Berlin, Kunstspeicher Potsdam
- 1998: Ausstellung der Förderpreisträger 1998 und Stipendiaten 1997 des Ministeriums für Wissenschaft, Forschung und Kultur des Landes Brandenburg. Kunstspeicher Potsdam
- 2016: Herz, Haus, Messer, Kreuz, Kunst-Zeichen aus der Sammlung Museum Junge Kunst Frankfurt (Oder), Museum Junge Kunst Frankfurt (Oder)
- 2021: Stadtstücke. Rhythmus Berlin. Kunstausstellung der KunstEtagenPankow e.V. (KEP) Schloss Schönhausen Berlin
- 2022: Wa(h)re Tier, Malerei, Grafik, Fotos und Plastiken aus der Sammlung des BLMK, Frankfurt/Oder, Rathaushalle

## Einzelausstellungen (Auswahl)
- 1988: Monika Maria Nowak bei EIGEN+ART, Leipzig
- 1991–2003: Ausstellungsfolge HELFER WEG, Galerie Bernau (1991), KAOS-Galerie, Köln (1991), Klostergalerie Zehdenick (2000), Kunstverein Bautzen (Galerie Budissin, 2003)
- 1994: HELFER WEG IIII-der Geist des Todes zeugt und tötet, Ausstellung Galerie Dr. Christiane Müller, Berlin
- 1993–98: Ausstellungsfolge EGO-Raum, Galerie Zunge, Berlin (1993), Galerie im Schloss Rheinsberg (1996), Galerie B, Kunstverein, Frankfurt/Oder (1998)
- 2008: Soziales Kunstwerk, HELFER, KRAFTBILDER, KRAFTZEICHEN, Ausstellung mit Systemaufstellungen, Galerie B, Frankfurt/Oder
- 2004–2009: Wandbilder und Vorträge bei den Internationalen Kongressen für Bewusstseinsforschung, epa-Institut
- 2020: Weiblichkeit in Verbindung mit Kunst, Systemaufstellung und Ausstellung in Zusammenarbeit mit dem Institut epa Berlin und dem STUDIO FLEXUS (KEP), Berlin

## Stipendien und Mitgliedschaften
Monika Maria Nowak erhielt 1991 ein Stipendium des Berliner Kunstfonds und 1997 ein Stipendium des Ministeriums für Wissenschaft, Forschung und Kultur des Landes Brandenburg.
Sie ist Mitglied im Brandenburgischen Verband Bildender Künstler und Künstlerinnen e.V., in den KunstEtagenPankow e.V., der GEDOK Brandenburg e.V. und der VG Bild-Kunst.

## Kunst im öffentlichen Besitz (Auswahl)
- Ministerium für Wirtschaft, Forschung und Kultur des Landes Brandenburg, Potsdam

- Museum Junge Kunst, Frankfurt/Oder

- Rat der Stadt Frankfurt/Oder

- Industrie- und Handelskammer Frankfurt/Oder

- Kleistgedenkstätte Frankfurt/Oder

- Kunstmuseum Dieselkraftwerk Cottbus

- Sammlung Museum Senftenberg – Kunstsammlung Oberspreewald-Lausitz

- Sammlung Museum Bautzen

- Frauenmuseum Bonn

- Germanisches Nationalmuseum Nürnberg, Graphische Sammlung

- Die Neue Sammlung – The Design Museum, Graphische Sammlung München

- Kunstarchiv Beeskow

- Archiv "Politeia", Bonn